# Heinrich Körner (Fußballspieler)
Heinrich „Heinz“ Körner ursprünglich Heinrich Krczal (* 2. Juli 1893 in Wien, Österreich-Ungarn; † 8. Dezember 1961), auch „Doktor“ genannt, war ein österreichischer Fußballspieler und -trainer.

## Spielerkarriere

### Vereine
Geboren als Heinrich Krczal, trat der kleingewachsene Spieler mit 14 Jahren dem SK Rapid Wien bei und erhielt schon am ersten Tag jenen Rufnamen, unter dem er während seiner Spielerkarriere bekannt sein sollte. Das Wiener Sport-Tagblatt schrieb dazu viele Jahre später:
„Der kleine Krczal soll nämlich am Tage seines Eintrittes mit einem Bratenrocke erschienen sein, den er sich zweifellos von seinem Papa stillschweigend ausgeborgt haben musste, denn die Frackschößeln schleiften ihm beim Gehen rückwärts am Boden nach, wodurch sein ganzes Äußeres einen vornehmen und gelehrten Eindruck erhielt. Deshalb nannte ihn die lose Schar Doktor, und dieser Spitzname ist ihm (…) bis auf den heutigen Tag geblieben.“
Über die Jugendmannschaft kam er bald in die Reserve und nach Karriereende des Linksaußens Ferdinand Wolf auch in die Kampfmannschaft. Dort bildete er mit Leopold Grundwald die linke Angriffsseite, wobei der kampfstarke Grundel und der technisch beschlagene Doktor einander bestens ergänzten. Als 1911/12 der erste Meistertitel ausgespielt wurde, waren die beiden mit jeweils zweistelligen Torausbeuten wesentlich daran beteiligt, dass die Hütteldorfer am Ende den Titel gewannen, dem in der nächsten Saison gleich der nächste folgte. Zu den besonderen Vorzügen des Flügelstürmers zählten die Ballbehandlung und das Spielverständnis sowie die Tatsache, dass er trotz seiner körperlichen Unterlegenheit erheblich kräftigeren Verteidigern das Nachsehen gab.
Krczal war bis Kriegsausbruch Stammspieler und spielte während der Kriegsjahre nur sporadisch für die Grünweißen, ehe er danach wieder regelmäßig seinen Platz in der Sturmreihe einnahm. Während dieser Jahre wurden drei weitere Meistertitel gewonnen. 1919 verlor der zuletzt meist als Mittelstürmer eingesetzte Spieler jedoch aufgrund des Überangebots an Stürmern seinen Platz in der ersten Mannschaft. Da er sich nicht mit einem Platz in der Reserve zufriedengeben wollte, wechselte er zum Wiener Amateur SV und nahm zu dieser Zeit auch den Namen Körner an. In Ober Sankt Veit blieb er allerdings nur wenige Monate und kehrte noch während der Saison zu Rapid zurück, wo er noch zwei weitere Meistertitel sowie einen Cupsieg errang.

### Nationalmannschaft
Sein Debüt für die A-Nationalmannschaft gab er am 15. Juni 1913 in Wien beim 2:0-Sieg gegen die Auswahl Italiens und gehörte bis Kriegsbeginn zum Stamm der Mannschaft. 1918 kam er nochmals ins Team zurück und bestritt sein letztes von sieben Länderspielen am 9. Mai beim 5:1-Sieg gegen die Auswahl der Schweiz.

## Trainerkarriere
Nach seiner aktiven Karriere schlug er 1921 die Trainerlaufbahn ein und war hier vor allem in Deutschland tätig, wo er als Heinz Körner bekannt wurde. Nach anfänglichen Stationen bei Union Gelsenkirchen und bei den Stuttgarter Kickers sowie beim luxemburgischen Fola Esch wurde er 1923 Spielertrainer beim Wiener AF, der 1924 in die Zweitklassigkeit entschwand.
Jener Verein, mit dem seine Betreuerlaufbahn am engsten verbunden ist, ist Fortuna Düsseldorf, wo er 1924 erstmals das Training übernahm und die Mannschaft – nach einem kurzen Intermezzo beim 1. FSV Mainz 05 im Sommer 1925 – 1927 zum ersten Gewinn der Bezirksmeisterschaft führte, was schließlich auch zur erstmaligen Teilnahme an der deutschen Meisterschaft führte. Dort schied man jedoch schon in der ersten Runde gegen den Hamburger SV aus. Nachdem er den Verein 1928 verlassen und unter anderem Concordia Basel betreut hatte, kehrte er 1931 nach Düsseldorf zurück, wo er die Fortuna 1933 zum größten Erfolg der Vereinsgeschichte, dem Gewinn der deutschen Meisterschaft führte, als im Finale Schalke 04 mit 3:0 geschlagen wurde.
Mitte der 1930er Jahre war Körner in der Schweizer Profiliga tätig, wo er unter anderem den FC Basel betreute, ehe er zur Saison 1937/38 das Traineramt beim FC Bayern München übernahm. Nach einer Station bei Union 02 Hamborn betreute er zum vierten Mal Fortuna Düsseldorf. Zwar konnte zweimal die Gauliga Niederrhein gewonnen werden, in der deutschen Meisterschaft schied die Mannschaft jedoch jeweils in der Gruppenphase aus. Ein letztes Mal betreute er die Rheinländer zwischen 1951 und 1953 in der Oberliga West. In jenen Jahren gehörten Toni Turek, der „Fußballgott“ und Weltmeister von 1954, sowie Matthias Mauritz zu seinen Schützlingen.
Des Weiteren war Körner als Trainer auch beim Kölner BC, bei Rot-Weiß Oberhausen, beim SV Borussia Wuppertal, bei Rot-Weiss Essen und bei der TuRU Düsseldorf tätig. Nach seiner Rückkehr nach Österreich arbeitete er als Sportlehrer, war Vorsitzender des österreichischen Sportlehrerverbandes und betreute den ESV Westbahn Linz, ASK Sparta Linz, E-Werk Wien sowie den in Wimpassing an der Leitha ansässigen Zweitligisten SV Wimpassing.

## Erfolge

### Spieler
- Österreichischer Meister 1912, 1913, 1916, 1917, 1919, 1920, 1921
- ÖFB-Cup-Sieger 1920

### Trainer
- Deutscher Meister 1933
- Gaumeister Niederrhein 1939, 1940